# Rosariazo

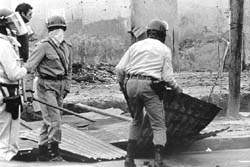
Imagem de Rosariazo, por Carlos Saldi.

Rosariazo foi uma série de protestos, eventos, manifestações, greves e movimentos realizados na cidade de Rosário (Argentina), entre maio e setembro de 1969 contra a ditadura de Juan Carlos Onganía.

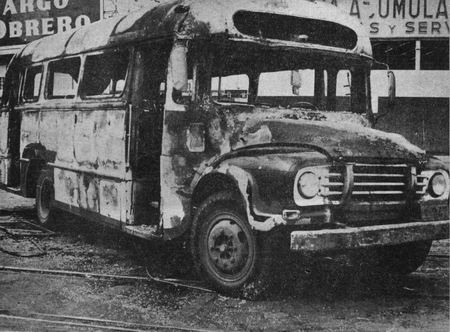
Veículo queimado por manifestantes em Rosário, 1969.

Isso ocorreu em um clima de tensão generalizada contra o governo militar, com base em encontros entre os manifestantes ocorridos alguns dias antes. Em 13 de maio, na província de Tucumán, os trabalhadores de engenho invadiram instalações de engenho em protesto contra a não remuneração de seu serviços. No dia seguinte, as manifestações na cidade de Córdoba tomaram as ruas contra a supressão do sábado (a supressão obrigava os trabalhadores a realizarem serviços não-remunerados aos sábados). 3 500 trabalhadores se reuniram em uma assembléia para cobrar a posição de seu sindicato e assim, entraram em confronto com a polícia, o que resultou em um total de 11 feridos e 26 presos. Finalmente, na província de Corrientes, estudantes universitários protestaram contra o anúncio de um aumento de 500% no valor da alimentação no restaurante universitário. Novamente, a polícia desmantelou a marcha contra o presidente Charles Walker, matando o estudante Juan José Cabral. Em Rosário, estudantes protestaram contra tal ação, levando ao governo militar declarar estado de emergência.